# نظارة نوبار باشا الأولى
نظارة نوبار باشا الأولى هي أول نظارة مسئولة في مصر، صدر بتشكيلها الأمر العالي بتاريخ 28 أغسطس 1878.

## أعضاء الحكومة
| النظارة               | الناظر                                                                         | تعديل 26 سبتمبر 1878 | تعديل 16 نوفمبر 1878 |
| --------------------- | ------------------------------------------------------------------------------ | -------------------- | -------------------- |
| رئيس مجلس النظار      | نوبار باشا                                                                     |                      |                      |
| ناظر الخارجية         | نوبار باشا (بالإضافة إلى منصبه رئيسًا لمجلس النظار)                             |                      |                      |
| ناظر الحقانية         | نوبار باشا (بالإضافة إلى منصبيه رئيسًا لمجلس النظار وناظرًا للخارجية)            |                      |                      |
| ناظر الداخلية         | مصطفى رياض باشا                                                                |                      |                      |
| ناظر الجهادية         | راتب باشا                                                                      |                      |                      |
| ناظر الأوقاف          | علي باشا مبارك                                                                 |                      |                      |
| ناظر المعارف العمومية | علي باشا مبارك (بالإضافة إلى منصبه ناظرًا للأوقاف)                              |                      |                      |
| ناظر الأشغال العمومية | علي باشا مبارك (بالنيابة؛ بالإضافة إلى منصبيه ناظرًا للأوقاف والمعارف العمومية) |                      | دي بلينير            |
| ناظر المالية          |                                                                                | ريفرز ويلسون         |                      |

## تعديلات
- في 26 سبتمبر 1878، أُنشئت نظارة المالية وأُسنت إلى ريفرز ويلسون الممثل البريطاني في نظام المراقبة الثنائية.[3]
- في 16 نوفمبر 1878، أُسندت نظارة الأشغال إلى دي بلينير الممثل الفرنسي في نظام المراقبة الثنائية.[3]

## وصلات داخلية
- قائمة رؤساء وزراء مصر